# ナムツォ
ナムツォ（納木錯）（チベット語：གནམ་མཚོ་ gNam-mTsho；中国語簡体字：纳木措）はナム湖とも呼ばれ、中華人民共和国チベット自治区内にある湖の一つ、中国第三の面積にして、標高が世界一の塩水湖である。北緯30度30分～30度35分、東経90度16分～91度03分の間に位置する。海抜4718m。東西70km強、南北30km強。面積1,920km2強。最大深度33m。ナムツォの周りは雪で覆われた山脉と数千エーカーの広がる草原に囲まれ、聖者の天国との別名でも知られる。
チベット自治区のダムシュン県とパングン県にまたがっており、ラサの北100kmにある。
ナムツォはヤムドク湖とマーナサローヴァル湖と共にチベットの三つの聖なる湖と呼ばれ、チベット語で天の湖という意味である。モンゴル語名テングリノールも同義。未年のサカ・ダワの祭りの期間になると多くの人が巡礼に訪れる。湖の南西にはタシドル寺がある。
ニェンチェンタンラ山脈で最も美しい場所として知られている。そこの岩窟の庵は何世紀もの間、巡礼者が集まった。2005年には道の舗装が完成し、ラサからのアクセス・観光インフラ開発が容易となった。2009年に中華人民共和国国家級風景名勝区に認定された。
湖水はニェンチェンタンラ山脈からの雪解け水からなる。気候は突然変わることが多く、ニェンチェンタンラ山脈の反対側では吹雪がよく起こる。

## アクセス
ラサからG109国道で北へ向かい、左手にニェンチェンタンラ山の雪山を見てからダムシュン（当雄県）で新しい一般道路（国道でも省道・自治区道でもない）に入り、湖の東湖畔にあるナムツォ（納木錯）村に達する。 ラサから約100ｋｍ。 